# Marie-Madeleine de Rochechouart
Marie-Madeleine de Rochechouart, född 1645, död 1704, var en fransk abbedissa och kulturmecenat.
Hon var syster till Françoise Athénaïs de Rochechouart de Montespan. Under sin uppväxt var hon vid hovet, där hon blev omtyckt av kungaparet och väckte uppmärksamhet för sin språkkunskap. 
Hon var uppriktigt religiös och gick frivilligt i kloster 1664 (vid denna tid var det annars vanligt att barn placerades i kloster av sina föräldrar). Hon var abbedissa för Fontevraudklostret 1670-1704 och var känd som "abbedissornas drottning". Hon gjorde klostret till ett centrum för lärdom och lät översätta antika verk, bland dem Iliaden. 